# Friedrich Louis Benda
Friedrich Louis Benda (Gotha, 4 de septiembre de 1746 - Königsberg, 27 de marzo de 1792) fue un compositor, director de orquesta y violinista alemán. Fue director de orquesta en Gotha, Mecklemburg y Königsberg. Escribió las óperas Der Barbier von Sevilla, Die Verlobung y Louise, además de algunas operetas, conciertos para violín y cantatas. Era hijo del también compositor Georg Benda (1721 - 1795).

## Óperas
- Der Barbier von Sevilla según libreto de Friedrich Wilhelm Großmann, singspiel en 4 actos. Estrenada el 7 de mayo de 1776 en Berlín.
- Der Tempel der Wahrheit con libreto de Friedrich Ludwig Wilhelm Meyer. Estrenada el 25 de septiembre de 1780 en Berlín.
- Die Verlobung, libreto de Friedrich Ernst Jester, singspiel. Estrenada en 1790 en Königsberg.
- Louise según libreto de Friedrich Ernst Jester, singspiel en 3 actos. Estrenada el 16 de enero de 1791 en Königsberg.
- Mariechen con libreto de Friedrich Ernst Jester, singspiel en 3 actos. Estrenada en 1792 en Königsberg.